# Antoninska rodbina
Anonini ali Antoninska rodbina označuje šest rimskih cesarjev, ki so vladali od umora Domicijana leta 96 n. št. do umora Komoda leta 192, čeprav so bili samo trije zadnji cesarji pravi Antonini.
- Nerva (30―98), Domicijanov naslednik in ustanovitelj cesarske dinastije, ki se ne povsem pravilno imenujejo Antonini.
- Trajan (98―117), Nervov posinovljenec
- Hadrijan (117―138), Trajanov bratranec in nato posinovljenec
- Antonin Pij (138―161), Hadrijanov posinovljenec
- Mark Avrelij (161-180), posinovljenec Antonina Pija
- Komod (180―192), sin Marka Avrelija

Med Antonine običajno štejejo tudi Lucija Vera (161―169), ki je bil v nekem obdobju sovladar Marka Avrelija.
Leta 138 je cesar Hadrijan posvojil Antonina Pija na njegovi smrtni postelji in ga imenoval za svojega naslednika pod pogojem, da bo Antonin posvojil Marka Avrelija in Lucija Vera. Po Hadrijanovi smrti je Antonin začel svojo mirno in blago vladavino, pri čemer je poskušal spoštovati ustavni okvir principata, kot ga je vzpostavil Avgust in svojo oblast prostovoljno delil z rimskim senatom. Njegov posinovljenec Mark Avrelij je nadaljeval isto politiko.
Nerva, Trajan, Hadrijan, Antonin Pij in Avrelij so v zgodovini znani kot »pet dobrih cesarjev«, njihova vladavina pa se pogosto šteje za vrhunec Rimskega cesarstva. Avrelijev lastni sin Komod je uspel prekiniti linijo »petih dobrih cesarjev« in uničiti »rimski mir« (pax Romana), ki je bil vzpostavljen več kot dve stoletji prej.